# ترشتینا
ترشتینا (به لاتین: Třeština) یک سکونتگاه مسکونی در جمهوری چک است که در Šumperk District واقع شده‌است.

## خصوصیات
ترشتینا ۵٫۴۲ کیلومترمربع مساحت و ۳۴۶ نفر جمعیت دارد و ۲۵۵ متر بالاتر از سطح دریا واقع شده‌است.